# Мороз, Виктор Васильевич (учёный)
Виктор Васильевич Мороз (род. 14 октября 1937 года, Ростов-на-Дону, СССР) — советский и российский учёный реаниматолог, полковник медицинской службы, член-корреспондент РАМН (2000), член-корреспондент РАН (2014).

## Биография
Родился 14 октября 1937 года в Ростове-на-Дону.
В 1961 году окончил Военно-медицинскую академию имени С. М. Кирова, а в 1965 году — ординатуру при кафедре госпитальной хирургии.
В 1969 году защитил кандидатскую диссертацию на тему «Объем циркулирующей крови и его компоненты при хирургических заболеваниях легких и их оперативном лечении».
С 1967 по 1996 годы работал в ГВКГ имени Н. Н. Бурденко, где прошел путь от старшего ординатора отделения анестезиологии до начальника этого отделения.
В 1994 году защитил докторскую диссертацию на тему «Пути коррекции гипоксии при критических состояниях».
В 1995 году избран профессором кафедры анестезиологии и реаниматологии ММА имени И. М. Сеченова, в 1996 году присвоено звание профессора.
В 1996 году по приглашению академика РАМН В. А. Неговского избран директором НИИ общей реаниматологии и проработал на этой должности до 2016 года, в настоящее время — научный руководитель института.
В 2000 году избран членом-корреспондентом РАМН.
С 2005 года — заведующий кафедрой анестезиологии-реаниматологии Московского государственного медико-стоматологического университета.
В 2014 году стал членом-корреспондентом РАН (в рамках присоединения РАМН и РАСХН к РАН).

## Научная деятельность
Ведет исследования патогенеза, клиники, диагностики, лечения и профилактики развития критических и терминальных состояний, различных форм гипоксии, шока, сепсиса, эндотоксикоза, полиорганной недостаточности, изучение перфторуглеродов для медико-биологических целей, патогенеза боевой травмы.
Обосновал, разработал и внедрил в клиническую практику длительную внеорганную малопоточную оксигенацию, применив впервые в мире фторуглеродный оксигенатор в клинике, новый класс препаратов с газотранспортной функцией на основе перфторуглеродов.
Под его руководством и при непосредственном участии были созданы фторуглеродные оксигенаторы, кровезаменитель с газотранспортной функцией на основе перфторуглеродов — «Перфторан», аппараты и устройства для гемосорбции.
Внес большой вклад в исследования и разработку организационных и анестезиолого-реаниматологических проблем военной медицины и медицины катастроф, используя свой опыт участника ликвидации последствий событий в Афганистане, Армении, Чечне, Чернобыле и других катастроф.
Автор более 800 научных работ, в их числе — монографии, главы в руководствах, книгах, статьи в трудах института, конгрессов, съездов, в том числе международных форумов, информационные бюллетени, методические рекомендации и инструкции. Имеет 26 патентов.
Под его редакцией опубликовано 12 томов трудов НИИ общей реаниматологии РАМН, 9 тематических сборников научных трудов.
Под его руководством выполнены 18 докторских и 38 кандидатских диссертаций.

## Награды
- Орден Почёта (10 сентября 2020) — за большой вклад в развитие науки и многолетнюю плодотворную деятельность[2]
- Премия Правительства Российской Федерации в области науки и техники (в составе группы, за 1998 год) — за создание перфторуглеродных сред для управления жизнедеятельностью клеток, органов и организма[3]
- Премия Правительства Российской Федерации в области науки и техники (в составе группы, за 2010 год) — за повышение эффективности диагностики и лечения острого респираторного дистресс-синдрома (ОРДС) на основе разработки и внедрения новейших медицинских технологий[4]
- Заслуженный деятель науки Российской Федерации (2008)[5]
- Заслуженный врач Российской Федерации (1993)[6]
- Премия «Призвание» (2002)